# Oxaceprol
Oxaceprol là một loại thuốc chống viêm được sử dụng trong điều trị viêm xương khớp. Nó có nguồn gốc từ L-proline, một amino acid được mã hóa DNA. Tác dụng tích cực của Oxaceprol là ức chế sự bám dính và di chuyển của các tế bào bạch cầu.